# Dajcie mi człowieka, a paragraf się znajdzie
Dajcie mi człowieka, a paragraf się znajdzie – powiedzenie (maksyma) z okresu PRL, przypisywane prokuratorowi ery stalinowskiej w ZSRR, Andriejowi Wyszyńskiemu. Powiedzenie to zostało nazwane jednym „z najbardziej społecznie popularnych, przygnębiających i oddających powszechną bezbronność wobec niesprawiedliwego sądu powiedzonek charakteryzujących wymiar sprawiedliwości we wszystkich krajach rządzonych przez komunistów”.